# 松宮なつ
松宮 なつ（まつみや なつ、1991年4月8日 - ）は、日本の女優、画家。神奈川県横浜市出身。松竹エンタテインメント所属。

## 経歴
東京女学館中等学校、
東京女学館高等学校卒業。
学習院大学文学部フランス語圏文化学科卒業。
「ミス学習院2012」グランプリ、「ミスiD2013」ファイナリスト。
中学生・高校生時代に『Seventeen』（集英社）、大学生時代には駿台予備校の塾講師の他アルバイトを掛け持ちしながら『JJ』（光文社）や『non-no』（光文社）等に読者モデルとして掲載されていた。
ミスコンテストを終えたら広告代理店に勤める予定であったが、ミス学習院になったことをきっかけにセントフォース、ワタナベエンターテインメントからスカウトされワタナベエンタテイメントに所属。
ワタナベエンターテインメント入所と同時に『シューイチ』（日本テレビ）に「シューイチガールズ」としてレギュラー出演が決まり、『ワタ@アメ!』（アメスタ）ではハライチ、ザブングル、我が家、ロッチ等のアシスタントMCを務めた。
フジテレビ開局60周年記念ドラマ『教場』に出演。